# Syllitus cylindricus
Syllitus cylindricus är en skalbaggsart som beskrevs av Germain 1899. Syllitus cylindricus ingår i släktet Syllitus och familjen långhorningar. Inga underarter finns listade i Catalogue of Life.